# Alfred Neuland
Alfred Karl Neuland nebo také Neiland (10. října 1895 Valga – 16. listopadu 1966 Tallinn) byl estonský vzpěrač. Sportu se začal věnovat během svých studií v Rize a v letech 1915 a 1916 se stal vzpěračským mistrem Ruska. Bojoval v první světové válce a estonské osvobozenecké válce, v roce 1920 se stal první olympijským vítězem v historii nezávislého Estonska, když vyhrál lehkou váhu na antverpské olympiádě. Pak přešel do střední váhy, v níž vyhrál domácí mistrovství světa ve vzpírání 1922 v Tallinnu a na Letních olympijských hrách 1924 obsadil druhé místo za Italem Carlem Galimbertim. Vytvořil čtyři světové rekordy v lehké váze a dva ve střední váze. Po ukončení kariéry působil jako vzpěračský trenér a rozhodčí, po druhé světové válce byl ředitelem sodovkárny v Tallinu. V roce 1964 byl mezi prvními nositeli sportovní ceny Nejvyššího sovětu Estonské SSR. V roce 1995 mu byla v rodném městě Valga odhalena busta. Vzpěračským reprezentantem byl také jeho starší bratr Voldemar Neiland.